# Аджиискенди
Аджиискенди (груз. აჯიისქენდი, азерб. Hacıisakənd) — село Марнеульского муниципалитета, края Квемо-Картли республики Грузия со 100%-ным азербайджанским населением. Находится на юге Грузии, на территории исторической области Борчалы.

## География
Граничит с селами Азизкенди, Алгети, Байдари и Куртлари Марнеульского Муниципалитета.

## Население
По данным Государственного статистического комитета Грузии, согласно официальной переписи 2002 года, численность населения села Аджиискенди составляет 750 человек и на 100 % состоит из азербайджанцев.

## Экономика
Население в основном занимается сельским хозяйством, овцеводством и скотоводством.

## Достопримечательности

### Мечеть

Мечеть в селе Аджиискенди

Строительство мечети в селе Аджиискенди было начато летом 2012 года и осуществлялось на средства, выделенные Управлением Мусульман Грузии.

### Средняя школа
15 октября 2009 года состоялось официальное открытие после капитального ремонта средней школы села Аджиискенди. Ремонтные работы были проведены на средства, выделенные грузинским представительством Турецкого агентства по сотрудничеству и координации (тур. TİKA). На церемонии открытия школы присутствовали посол Турции в Грузии Левенд Мурад Бурхан, мать президента Грузии Михаила Саакашвили — Гиули Аласания, губернатор края Квемо-Картли Давид Киркитадзе, координатор грузинского отделения TİKA Селим Куш, первый заместитель министра образования и науки Республики Грузии — Ирина Куртадзе, начальник департамента региональной координации министерства образования и науки Республики Грузии — Александр Журули, депутат парламента Грузии — Азер Сулейманов и глава исполнительной власти Марнеульского района Заза Деконоидзе.
В августе 2010 года по решению Министерства Образования Республики Грузия, в результате реорганизации школ, школа села Аджиискенди была объединена со школой села Азизкенди.